# リッチモンド・ピータースバーグ方面作戦
リッチモンド・ピーターズバーグ方面作戦（リッチモンド・ピーターズバーグほうめんさくせん、英:Richmond-Petersburg Campaign、またはピーターズバーグ包囲戦、英Siege of Petersburg）は、南北戦争の1864年6月9日から1865年3月25日にかけて、バージニア州ピーターズバーグ周辺で行われた一連の戦闘である。一般にはピーターズバーグ包囲戦と呼ばれるが、町が完全に包囲されて補給も遮断されるような古典的な包囲戦ではなく、ピーターズバーグに限定した戦いでも無かった。これは9ヶ月を超える塹壕戦であり、ユリシーズ・グラント中将が率いる北軍がピーターズバーグを攻めあぐねた結果、塹壕線を構築して、最終的に町の東の郊外から始まり東部と南部の郊外を囲む30マイル (48 km)にも及ぶ戦線が形成された。ピーターズバーグは南軍のロバート・E・リー将軍とアメリカ連合国の首都リッチモンドにとって重要な補給拠点であった。ピーターズバーグを通ってリッチモンドに至る鉄道を遮断するために数多の攻勢が実施され、この多くが塹壕線の延伸をもたらし、アメリカ連合国の物資窮乏に拍車を掛けた。
リーは最終的に圧力に屈した。1865年3月25日には補給線が遂に切断されて本当の包囲戦が始まり、このためリーは1865年4月にはリッチモンドとピーターズバーグを放棄し、これは更なる撤退とアポマトックス・コートハウスにおける降伏に繋がった。ピーターズバーグ包囲戦は第一次世界大戦で常態化した塹壕戦の先例として軍事史の中で特筆される。また南北戦争の中でアフリカ系アメリカ人の兵士を最も大量に投入した戦いであり、彼らはクレーターの戦いやチャフィン農園の戦いなどで大きな犠牲を出した。

## 背景
1864年3月、ユリシーズ・S・グラントは中将に昇進し北軍の指揮を任された。彼は多方面から連携して南軍を圧迫する戦略を編み出したが、これはアブラハム・リンカーン大統領が開戦当初から軍に求めていたものだった。グラントはウィリアム・シャーマン少将を西部戦線の総指揮官に任命しつつ、自分自身の司令部はバージニア州に位置するポトマック軍（ジョージ・ミード少将指揮）に同行させ、そこでリー軍を決戦に誘い出すことを企図した。グラントの第二目標はリッチモンド（アメリカ連合国の首都）の占拠だったが、これはリー軍を撃破すれば自ずと叶うと考えていた。グラントの連携戦略に基づき、グラントとミードはリー軍を北方から攻撃、ベンジャミン・バトラー少将はリッチモンドを南東から圧迫、フランツ・シーゲル少将はシェナンドア渓谷を掌握し、シャーマンはジョージア州に侵攻してジョセフ・ジョンストン将軍の部隊を撃破しアトランタを占領、ジョージ・クルック准将とウィリアム・エイヴェレル准将はウェストバージニア州の鉄道線を攻撃、ナサニエル・バンクス少将はアラバマ州モービルを占領することとされた。
これらの作戦の大半は失敗した。グラントに与えられた将軍は軍事的ならぬ政治的な理由で選ばれがちだったからである。バトラー率いるジェームズ軍は、リッチモンドを前にしてP・G・T・ボーリガード将軍率いる劣勢な南軍によりバミューダ・ハンドレッド方面作戦で食い止められた。シーゲルは5月に起きたニューマーケットの戦いで敗北し、すぐにデイビッド・ハンター少将と交代させられた。バンクスはレッド川方面作戦に引き摺られてモービル侵攻に失敗した。しかしながら、クルックとエイヴェレルはバージニア州とテネシー州を結ぶ最後の鉄道線の遮断に成功し、秋季一杯掛かりはしたもののシャーマンのアトランタ方面作戦も成功裡に終わった。
5月4日、グラントとミード率いるポトマック軍はラピダン川を渡ってスポットシルベニアの荒野として知られる地に至り、以後6週間続くオーバーランド方面作戦を開始した。続いて生起した荒野の戦い（5月5〜7日）とスポットシルバニア・コートハウスの戦い（5月8〜21日）は何れも犠牲は多いものの戦術的には引き分けに終わり、グラントはリー軍を撃破出来なかったが、先任者たちとは異なり、そこで撤退もしなかった。彼は自軍を繰り返し左方向の南東に進め、リーを守勢に押し止めてリッチモンドに肉迫した。グラントは5月末までリー軍の側面迂回と開けた土地への誘き出しを試み、この過程で幾つか小競り合いが生じた。グラントは兵力の優勢と北部で動員可能な人的資源の多さにより北軍の方が南軍よりも消耗戦に強いと知っていた。この理論はメカニクスヴィルの近郊で生じたコールドハーバーの戦い（5月31日〜6月12日）で試されることとなった。グラントはリー軍とまともに当たることを選び、リー軍の要塞化された拠点に対する正面突撃を6月3日に命じた。この攻撃は甚大な犠牲を出して失敗した。コールドハーバーはグラントが後に最も悔いた戦いであり、この戦い以降、北部の新聞はグラントを「肉屋」と呼ぶようになった。グラントは一連の戦いを通じて約5万人（全軍の41%）という大きな損失を出したが、リーは比率的には更に大きな損失（約3万2千人、46%）を出しており、これは補充が不可能だった。
6月12日の夜、グラントは再度左翼沿いに進んでジェームズ川に向かった。この狙いは南岸に渡ってリッチモンドを迂回し、南方のピーターズバーグにある鉄道結節点を占拠してリッチモンドを孤立化させることにあった。リーがグラントの意図に気付く前に、グラントは長さ640mの仮設橋（舟橋）を架けて、6月14〜18日にジェームズ川を渡った。リーが何より恐れたグラントによるリッチモンド包囲が生起しつつあった。ピーターズバーグは人口18,000人を擁する栄えた町で、リッチモンドにとって物流の要だった。何故ならリッチモンドのすぐ南という戦略的な位置にあり、アポマトックス川沿いにあってジェームズ川まで水運の便があり、重要な街道の交差点であると共に5本の鉄道の結節点だったからである。ピーターズバーグはリッチモンドを含む地域全体の主たる補給基地であり鉄道操車場だったので、北軍にピーターズバーグを取られた場合、リーがアメリカ連合国の首都リッチモンドを守り通すのは不可能だった。このため、先行したオーバーランド方面作戦とは北軍の戦略が変化した。以前はリー軍を開けた土地で補足し撃滅することが主目的だったが、今回グラントは地政学的な目標を定めており、物量を活かせばリー軍を包囲し、釘付けにし、兵糧攻めで降伏に追い込むかまたは決戦に誘い出せると知っていた。リーは当初、グラントの主目標はリッチモンドであると考え、ピーターズバーグの防衛にはP・G・T・ボーリガードに任せた最小限の部隊しか充てていなかった。

## 対戦した戦力
方面作戦の開始時、グラントの北軍はジョージ・ミード少将のポトマック軍とベンジャミン・バトラー少将のジェームズ軍で構成されていた。ポトマック軍には次の軍団が含まれた。
- 第2軍団、ウィンフィールド・スコット・ハンコック少将指揮、デイビッド・バーニーとジョン・ギボン各少将およびフランシス・バーロー准将の師団
- 第5軍団、ガバヌーア・ウォーレン少将指揮、チャールズ・グリフィン、ロムニー・B・エアーズ、サミュエル・クロウフォードおよびライサンダー・カトラー各准将の師団
- 第6軍団、ホレイショ・G・ライト少将指揮、デイビッド・A・ラッセル、トマス・H・ニールおよびジェイムズ・B・リケッツ各准将の師団
- 第9軍団、アンブローズ・バーンサイド少将指揮、ジェイムズ・H・レドリー、ロバート・B・ポッター、オーランド・B・ウィルコックスおよびエドワード・フェレーロ各准将の師団（フェレーロ師団には有色人連隊を含む）
- 騎兵軍団、フィリップ・シェリダン少将指揮、アルフレッド・T・A・トーバート、デイビッド・グレッグおよびジェイムズ・H・ウィルソン各准将の師団

ジェームズ軍には以下の軍団が含まれた。
- 第10軍団、アルフレッド・H・テリー准将指揮、ロバート・S・フォスターおよびアデルバート・エイムズ各准将の師団
- 第18軍団、ウィリアム・F・"ボールディ"・スミス少将指揮、ウィリアム・T・H・ブルックス、ジョン・H・マーティンデイルおよびエドワード・W・ヒンクス各准将の師団（ヒンクス師団には有色人連隊を含む）
- 騎兵師団、オーガスト・カウツ准将指揮

グラントはリチャード・エップス博士の持ち物であるアポマトックス荘園の芝生にあり、1763年に建てられた最古の建物である小屋を作戦本部にした。そこは当時シティポイント、現在はホープウェルとなっている。
リーの南軍は自身の北バージニア軍と、P・G・T・ボーリガード指揮下でリッチモンドを守る散開し、組織化されていない1万名の少年と男の集団で構成された。北バージニア軍は5個軍団で構成された。
- 第1軍団、リチャード・H・アンダーソン中将指揮、ジョージ・ピケットとチャールズ・W・グリフィン各少将およびジョセフ・B・カーショー准将の師団
- 第2軍団、ジュバル・アーリー中将指揮、6月12日にシェナンドー渓谷での作戦に派遣され、ピーターズバーグ防衛では直接の役割はなし
- 第3軍団、A・P・ヒル中将指揮、ヘンリー・ヒースとカドマス・M・ウィルコックス各少将およびウィリアム・マホーン准将の師団
- 騎兵軍団、ウェイド・ハンプトン少将指揮、フィッツヒュー・リーおよびW・H・F・"ルーニー"・リー各少将の師団

ボーリガードのノースカロライナおよび南バージニア方面軍は、ロバート・ランソム・ジュニア、ロバート・F・ホークおよびウィリアム・H・C・ホワイティング各少将とアルフレッド・H・コルキット准将の消耗した師団があった（方面作戦の後半でボーリガードの方面軍は拡大され、ホーク少将とブッシュロッド・ジョンソン少将の師団に再編された。）。
グラントの軍隊はこの方面作戦の間、戦力は変化したものの、リー軍よりかなり多勢であった。市への最初の攻撃時、北軍15,000名がボーリガードの5,400名と対峙した。6月18日までに、北軍勢力は67,000名を越え、対する南軍は20,000名だった。方面作戦全体の典型的な姿として、7月半ばに7万名の北軍がピーターズバーグ周辺の南軍36,000名と向かい合い、バトラーの4万名はリッチモンド周辺で南軍21,000名と対峙した。北軍はオーバーランド方面作戦の間に恐ろしいほどの損失を受けたが、兵員や装備の補給が可能であり、ワシントンD.C.の守備隊を使えるという利点も利用し、またアフリカ系アメリカ人兵士を使えるようにもなっていた。包囲戦の終わりまでに、グラント軍は125,000名を持ってアポマトックス方面作戦を始められた。対照的に南軍は、戦闘、病気および脱走で失われた兵士を補充することが難しかった。

## 1864年の戦闘

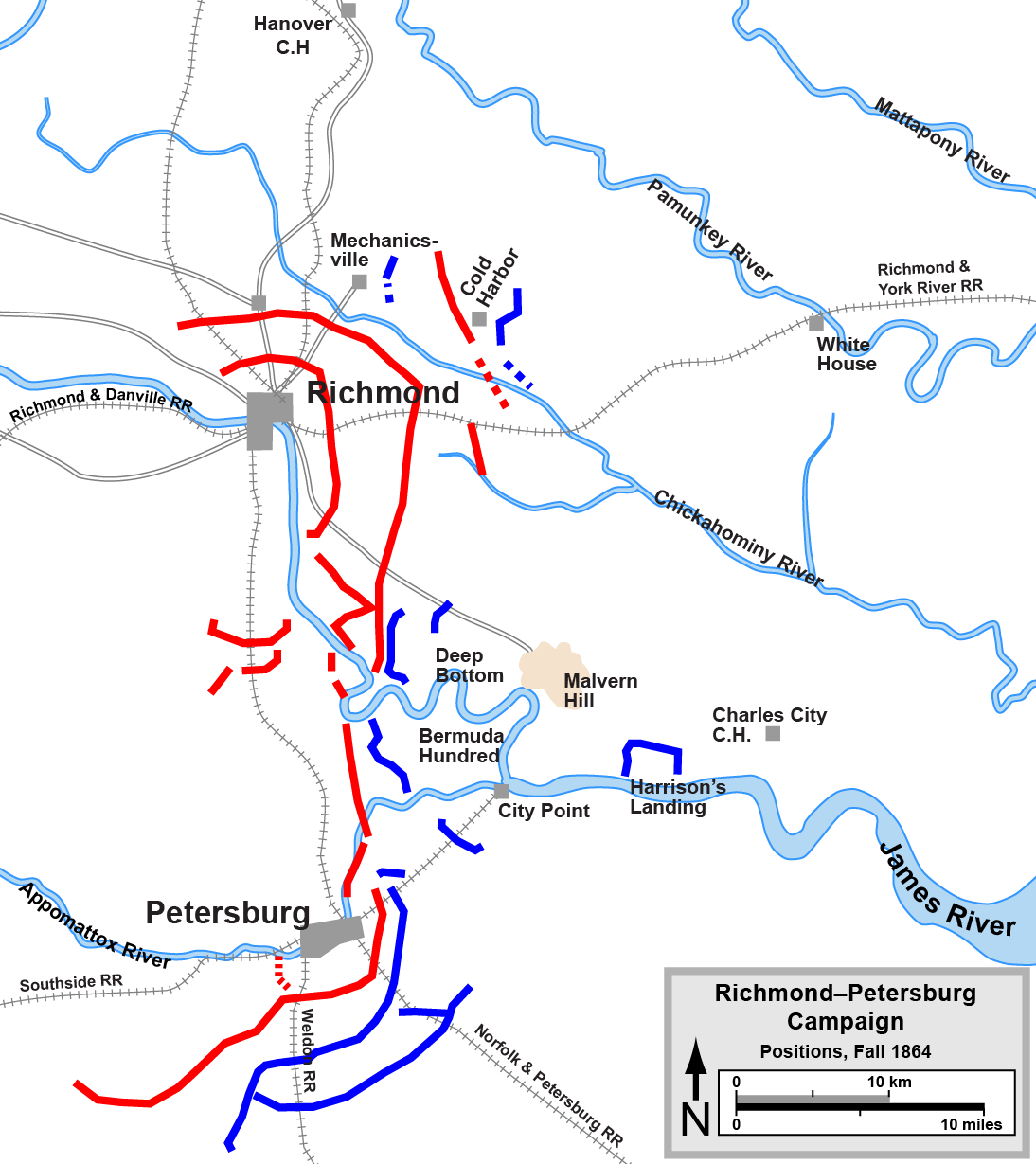
リッチモンド・ピーターズバーグの戦線、1864年秋
南軍
北軍

### 第一次ピーターズバーグの戦い（1864年6月9日）
6月9日、北軍ベンジャミン・バトラー少将は約4,500名の騎兵と歩兵を、2,500名が守るピーターズバーグに送った。バトラーの歩兵がピーターズバーグの東にある塹壕線の外郭に回り込むと見せて、カウツの騎兵師団はジェルサレム・プランク道路を経由して南から市内に入ろうとしたが、市民軍に撃退された。その後バトラー隊は撤退した。この戦いは地元住民から「老人と少年達の戦闘」と呼ばれた・6月14日から17日、ポトマック軍はジェームズ川を渡り、バトラーの攻撃を支援し再開させるためにピーターズバーグに向けて前進し始めた。

### 第二次ピーターズバーグの戦い（6月15日-18日）
ミードのポトマック軍はウィンドミルポイントで、輸送船と長さ2,200フィート (670 m)の舟橋を使ってジェームズ川を渡った。攻撃を恐れたボーリガードはブッシュロッド・ジョンソン少将の部隊をバミューダ・ハンドレッドから呼び寄せ、ホークの部隊がリー軍から到着し始めたので、防衛軍の勢力は5.400名になった。バトラーの先遣隊（スミスの第18軍団、ヒンクスの歩兵師団とカウツの騎兵隊）がアポマトックス川をブロードウェイ・ランディングで越え、6月15日にピーターズバーグ防衛軍を攻撃した。ボーリガードの部隊は最初の塹壕線（ディモック線）から追い払われ、ハリソン・クリークまで後退した。暗くなって第18軍団は第2軍団と交代した。6月16日、第2軍団は南軍防衛戦の別の部分を占領した。6月17日、第9軍団がさらに陣地を前進させた。ボーリガードは市を守るためにバミューダ・ハンドレッドのハウレット前線を放棄し、リーは北バージニア軍から支援隊を急派させた。第2、第9および第5軍団が6月18日に攻撃したが、大きな損失を出して撃退された。ボーリガードは、宿営地で多くの焚き火を燃やしたり、木製の偽の大砲を作ったりと手の込んだ見せかけで、実際よりも部隊兵が多く大砲も多く持っているように信じ込ませたので、北軍の指揮官達は攻撃を続けることを懸念していた。この時までに、南軍の工作に多くの人員が投入されており、包囲戦なしでピーターズバーグを占領する大きな機会が失われた。戦闘の初日に北軍がしくじったために、様相は長引く包囲戦に移行した。

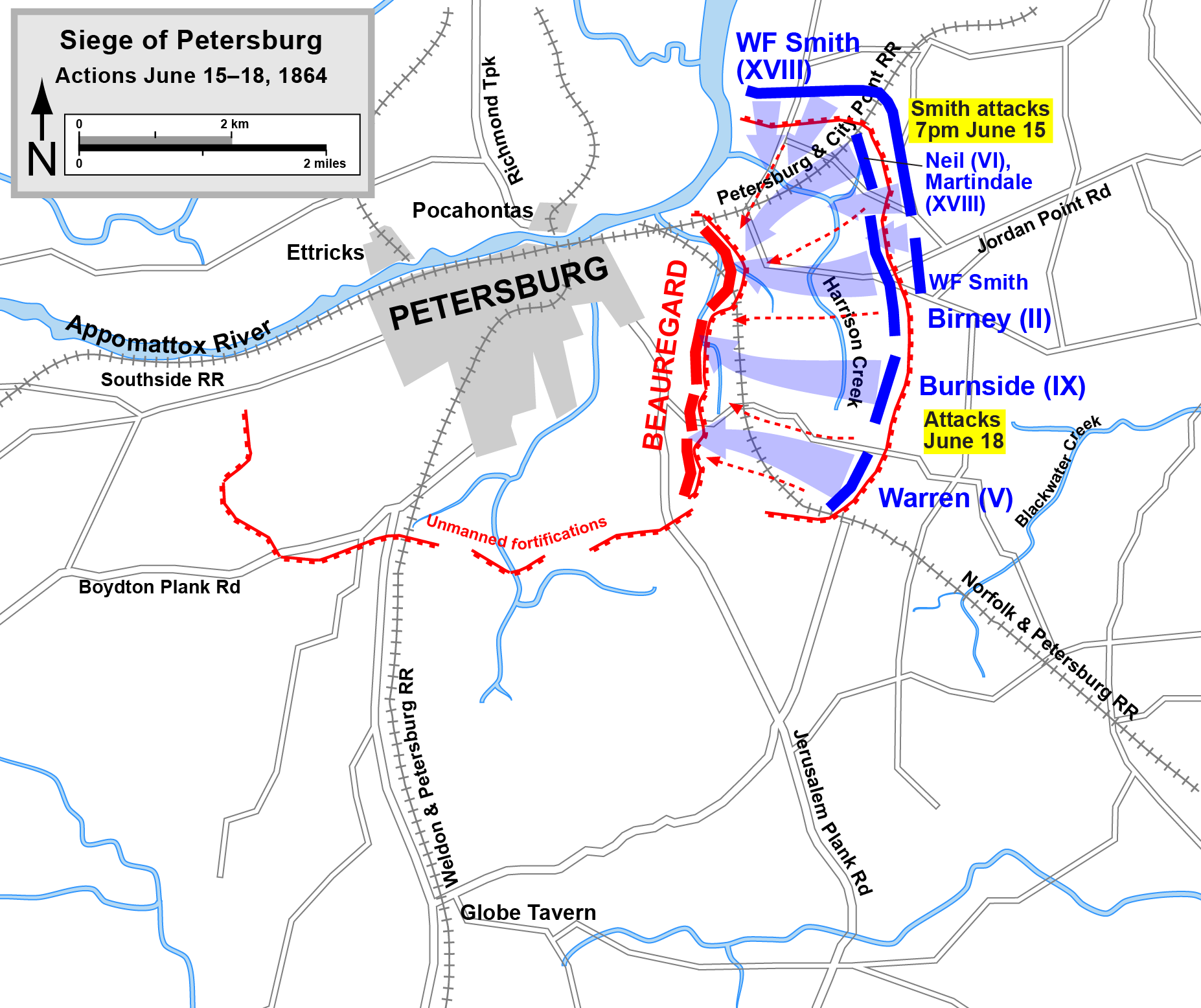
ピーターズバーグ包囲戦、6月15日と16日の襲撃

### ジェルサレム・プランク道路の戦い（6月22日-24日）

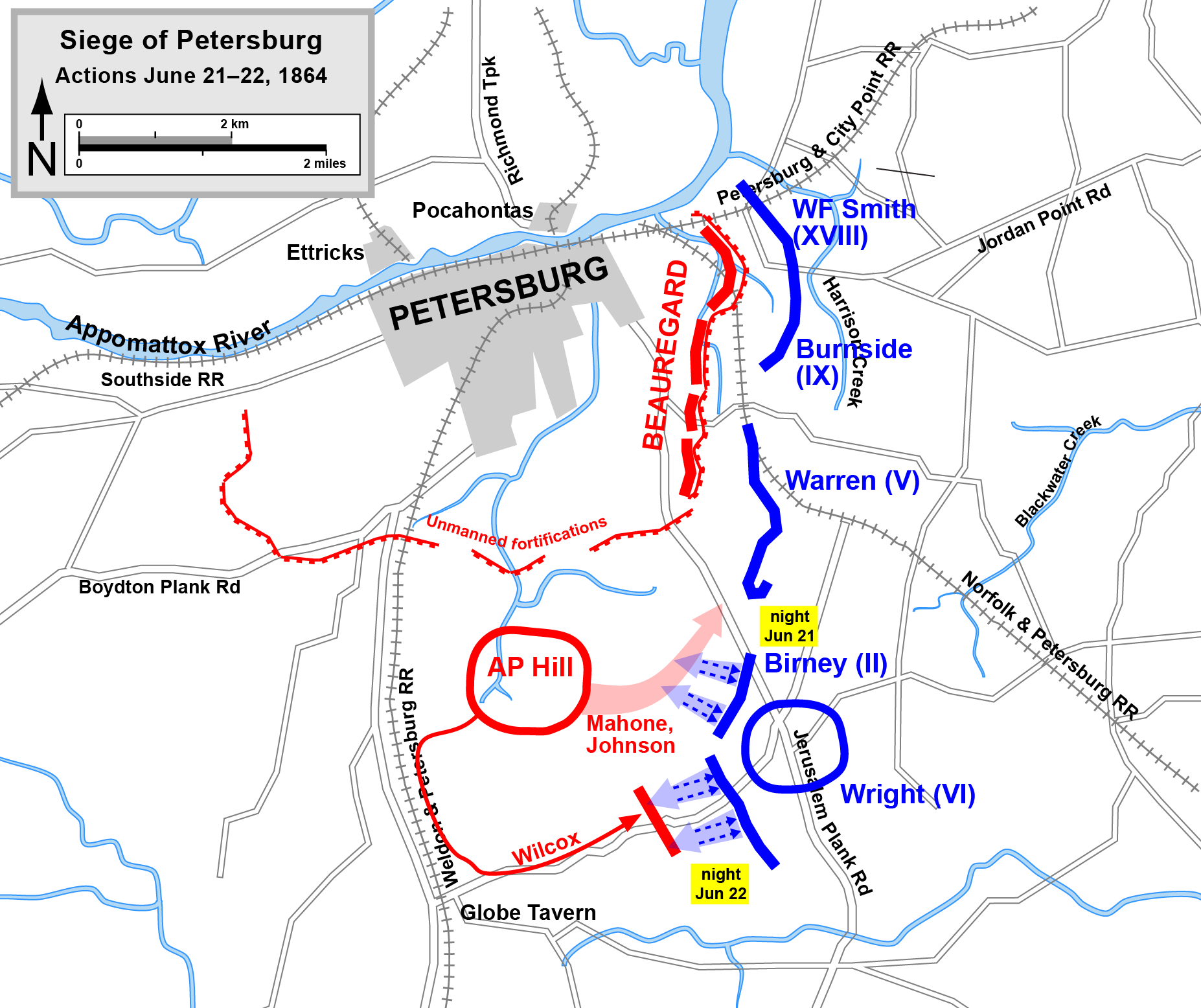
ピーターズバーグ包囲戦、鉄道に対する動きとA・P・ヒルの反撃、6月21日と22日

6月21日、北軍第2軍団が第6軍団の支援を受けて、ピーターズバーグ市に入る主要な供給線の一つである市の南のウェルドン鉄道を遮断しようとした。この動きに先行してウィルソンの騎兵師団が軌道の破壊を始めた。6月22日、A・P・ヒル軍団のウィリアム・マホーン准将に率いられた部隊が反撃し第2軍団を鉄道から追い出してジェルサレム・プランク道路まで退かせた。北軍はその前進した陣地からは駆逐されたが、包囲線をさらに西に拡げることができた。

### ストーントン川橋の戦い（6月25日）

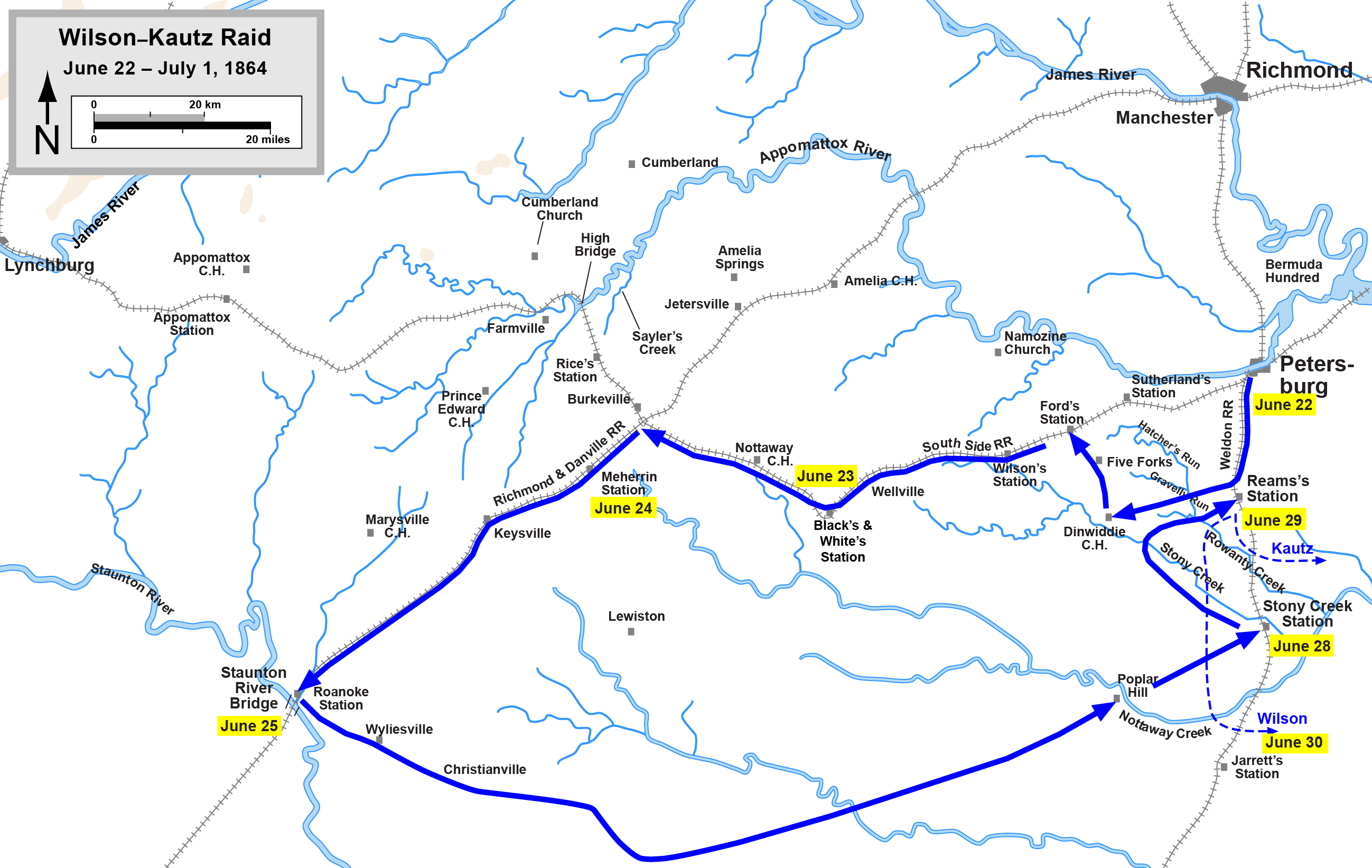
ウィルソンとカウツの襲撃、6月22日-30日

6月22日ウィルソンとカウツの騎兵師団がピーターズバーグの包囲線から南軍の鉄道通信線の妨害に派遣された。ディンウィッディー・コートハウスを過ぎて襲撃隊はその夜にフォード駅近くでサウスサイド鉄道を遮断し、軌道、鉄道の建物および運搬列車2両を破壊した。6月23日、ウィルソンはリッチモンド・アンド・ダンビル鉄道のバーク駅にある結節点に達し、ノットウェイ・コートハウスとブラックス・アンド・ホワイツ（現在のブラックストーン）の間でルーニー・リーの騎兵隊と遭遇した。ウィルソンはカウツに追随してサウスサイド鉄道沿いに進み、進軍しながら約30マイル (50 km)の軌道を破壊した。6月24日、カウツがバンカービルで小競り合いを行っている間に、ウィルソンはリッチモンド・アンド・ダンビル鉄道のメヘリン駅に至り、軌道の破壊を開始した。6月25日、ウィルソンとカウツはストーントン川橋の南で軌道を剥がし続け、橋の破壊を妨害した市民兵によって遅延させられた。リーの騎兵師団が北東から北軍に接近し、橋を確保して破壊しようという北軍の試みを諦めさせた。このときまでに、襲撃隊は北軍の戦線から100マイル (160 km)近くも離れていた。

### サッポニー教会の戦い（6月28日）
ルーニー・リーの騎兵師団が6月25日にストーントン川橋の破壊に失敗したウィルソンとカウツの襲撃隊を追跡した。ウィルソンとカウツは東に向かい、6月28日、ダブルブリッジズでノットウェイ川を渉り、北のウェルドン鉄道のストーニー・クリーク操車場に向かった。そこでウェイド・ハンプトンの騎兵師団の攻撃を受けた。その日遅く、ルーニー・リーの騎兵師団がハンプトンの部隊と合流し、北軍は激しい圧力を受けた。夜の間に、ウィルソンとカウツは撤退し、ハリファックス道路を北へ進んで安全地帯と考えられるリーム駅を目指した。この時、北軍の襲撃隊に避難場所を求めていた多くの逃亡奴隷を置き去りにした。

### 第一次リーム駅の戦い（6月29日）
6月29日の早朝、カウツの騎兵師団は、北軍の歩兵部隊が確保していると考えられていたウェルドン鉄道のリーム駅に到着した。しかし、その道路が南軍マホーンの歩兵師団に封鎖されているのを発見した。ウィルソンの師団はルーニー・リーの騎兵隊と戦いながらリーム駅近くでカウツと合流し、そこで事実上包囲された。正午頃、マホーンの歩兵隊がその前面に攻撃し、フィッツヒュー・リーの騎兵師団が北軍の左翼を脅かした。襲撃隊は自隊の荷車を燃やし、大砲も放棄した。南軍の攻撃によって分離されたウィルソンとその部隊は逃げ道を切り開きステイジ道路を南にノットウェイ川を渉る方向に逃亡し、一方カウツは山野を横断して夕暮れ頃にピーターズバーグで北軍の戦線に到達した。ウィルソンは東へ進み、ブラックウォーター川に至って北へ転進し、最終的に7月2日にライトハウス・ポイントで北軍の戦線に到着した。ウィルソンとカウツの襲撃隊は60マイル (100 km)以上の軌道を剥がし、一時的にピーターズバーグに入る鉄道輸送を妨害したが、兵士と馬の損失も甚だしかった。

### 第一次ディープボトムの戦い（7月27日-29日）
7月26日から27日に掛けての夜、ウィンフィールド・スコット・ハンコックは第2軍団とシェリダンの騎兵隊から2個師団を率いてジェームズ川の北岸に至り、リッチモンドを脅かした。この示威行動は7月30日に予定されるピーターズバーグ攻撃（クレーターの戦い）から南軍の気を逸らした。北軍は南軍のニューマーケット高地とファッセルズミルの陣地を獲ろうとしたが、南軍が強固にその前線を補強して反撃したので諦めた。7月29日の夜間に、北軍は川を再度渉って引き返し、ディープボトムの橋頭堡を守らせる守備隊は残した。

### クレーターの戦い（7月30日）

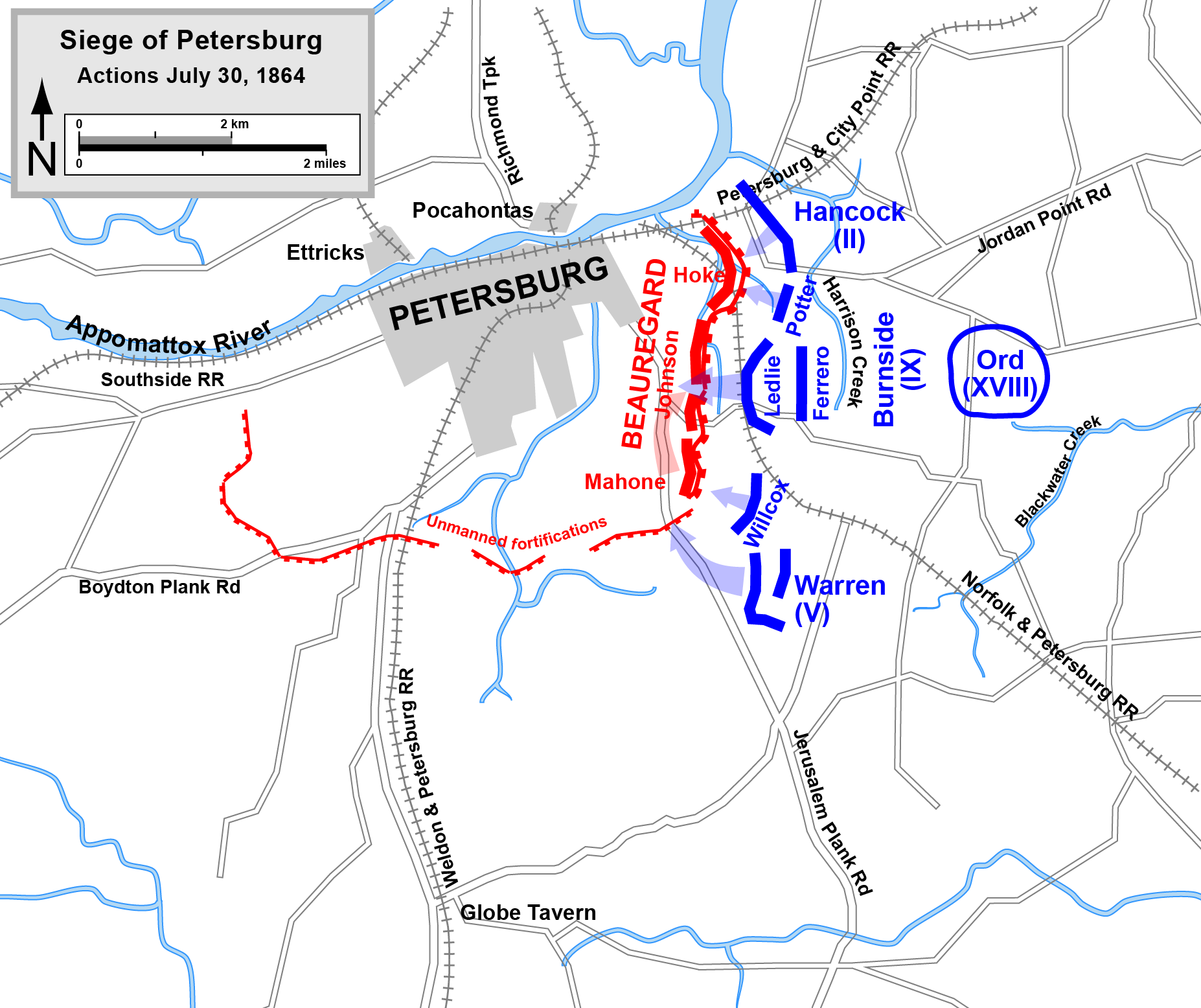
クレーターの戦い、6月30日

包囲線を破ろうという試みの中で、バーンサイドの第9軍団のヘンリー・プレザンツ中佐が指揮する第48ペンシルベニア歩兵連隊に所属する元炭坑夫達が、エリオット突出部にいる南軍戦線の下に長さ511フィート (156 m)のトンネルを掘り、南軍部隊の直下に8,000ポンド (3,600 kg)の爆薬を仕掛けた。7月30日に爆薬を爆発させ直径135フィート (41 m)のクレーターを明けた。この穴は今でも見ることができる。280名ないし350名の南軍兵士が爆発で即死した。北軍の当初の作戦では、この爆破を利用してフェレーロ師団の良く訓練を積んだアフリカ系アメリカ人部隊を隙間に送り込み、南軍の後方にある重要な目標を目指すことになっていた。しかし、黒人部隊が南軍の守備兵や一般大衆に与える影響について政治的な懸念があったために、その作戦は直前になって変更になった。黒人部隊の代わりに、ジェイムズ・レドリーの訓練されていない師団が投入され、悲惨な結果になった。この部隊はクレーターの縁を回り込む代わりにクレーターの中に入ってしまった。彼らはクレーターの急斜面を脱出する事が出来ず、打ち下ろされる南軍の銃火で殲滅された。南軍右翼にいたウィリアム・マホーンの師団が直ぐに態勢を整えて、強烈な反撃を行った。その目的を何も果たさなかった呪われた戦闘で、北軍の損失は5,300名以上に上った。

### 第二次ディープボトムの戦い（8月13日-20日）

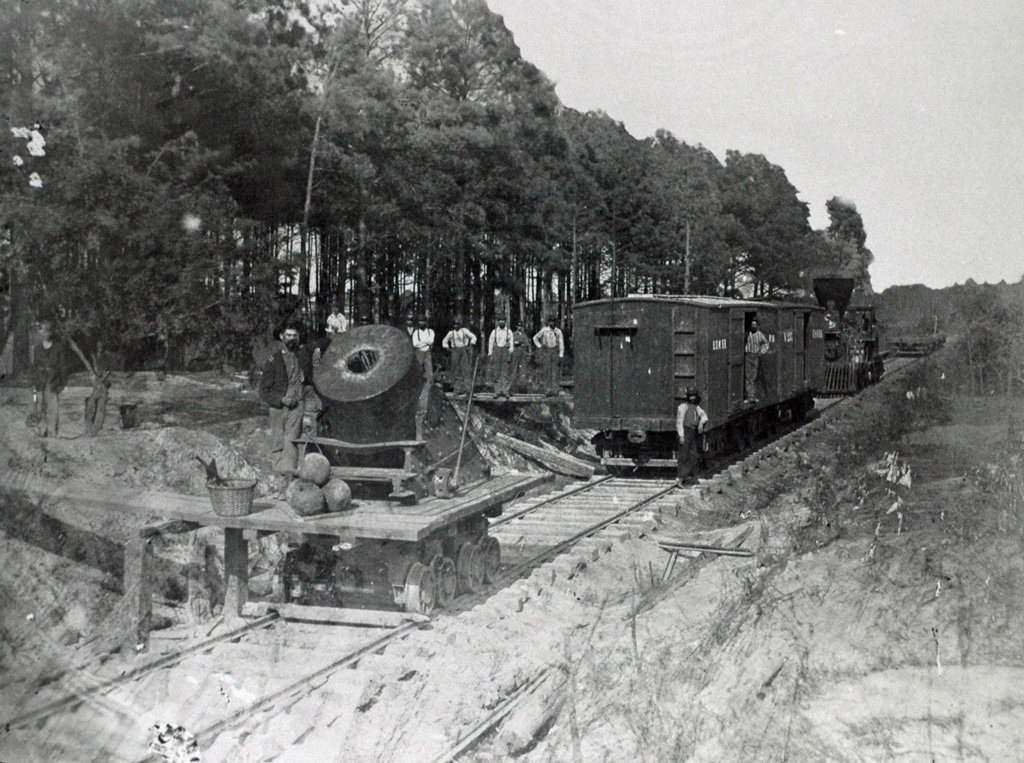
"ディクテーター"、包囲戦用迫撃砲。ピーターズバーグの北軍軍事鉄道に載せてある。

8月13日から14日に掛けての夜、北軍第2軍団、第10軍団およびグレッグの騎兵師団がハンコックの指揮で、ディープボトムでジェームズ川を渉ってリッチモンドを脅かし、ピーターズバーグのウェルドン鉄道に対する動きと共同歩調を取った。8月14日、第10軍団はニューマーケット高地に接近し、一方第2軍団はベイリーズ・クリークに沿って右手に北軍の戦線を拡げた。夜の間に、第9軍団は北軍戦線の最右翼ファッセルズミルの近くまで動いた。8月16日、ファッセルズミルの近くで起こした北軍の攻撃は当初成功したが、南軍の反撃によって北軍は前進した線よりも押し戻された。その日の残りは激しい戦闘が交わされた。連続した小競り合いの後で北軍は8月20日にジェームズ川南岸に戻ったが、ディープボトムの橋頭堡は維持した。

### グローブタバンの戦い（8月18日-21日）

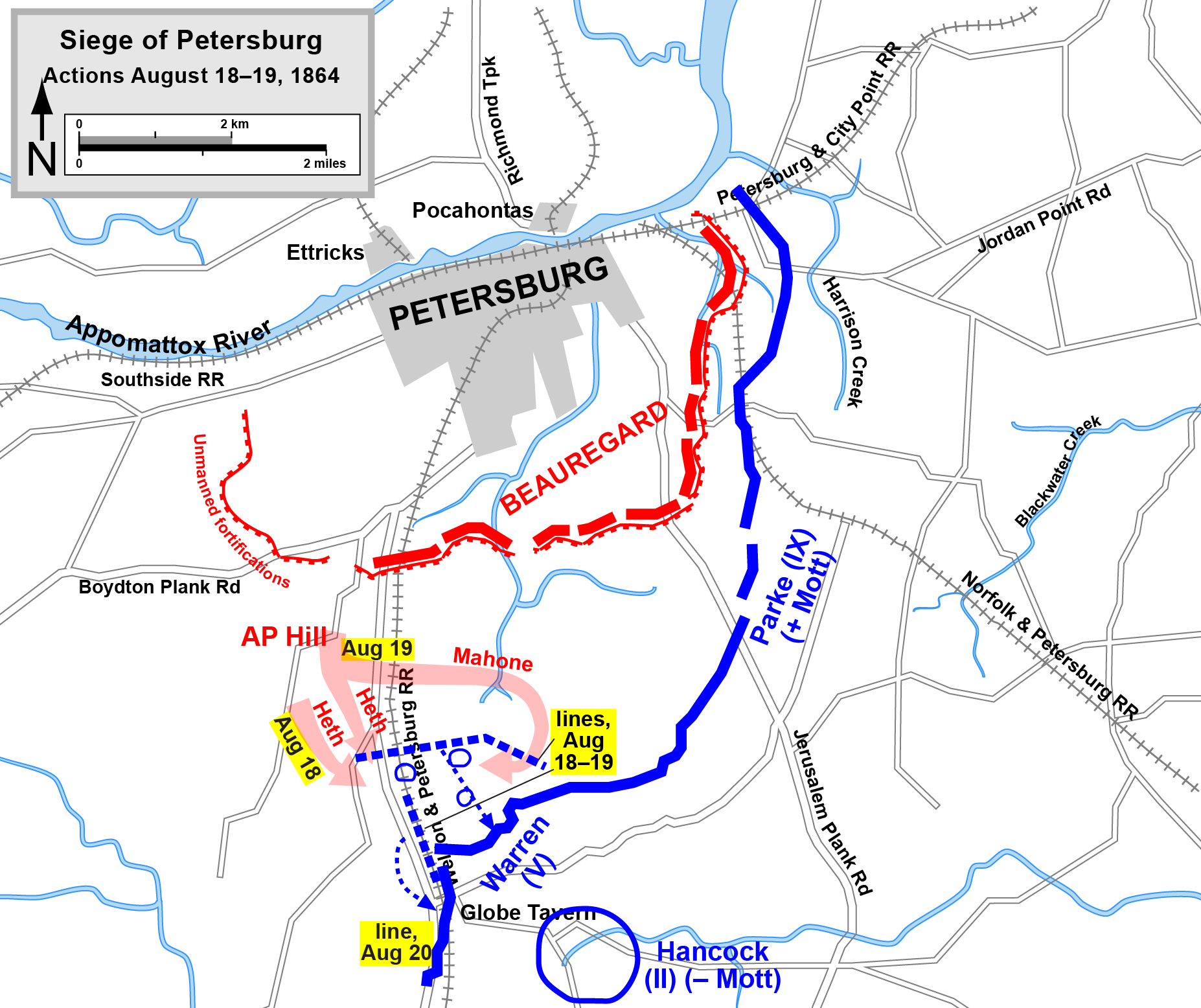
ウェルドン鉄道の奪取、8月18日-19日

ハンコックが指揮する部隊がディープボトムのジェームズ川北岸で示威行動を行う一方で、ガバヌーア・ウォーレンが指揮する第5軍団と第9及び第2軍団の一部部隊は、ウェルドン鉄道に対する作戦を行うためにピーターズバーグの塹壕から退いた。8月18日の夜明け、ウォーレン軍が前進して南軍の防衛戦をグローブタバンで鉄道に届くまでに後退させた。午後、南軍ヘンリー・ヒース少将師団が攻撃してエアーズの師団を追い遣りタバン（酒場）まで後退させた。両軍は夜の間に塹壕に入った。8月19日、ジェームズ川の北岸から急遽戻ってきたウィリアム・マホーンの師団が5個歩兵旅団で攻撃し、北軍クロウフォード師団の右翼を取り囲んだ。ウォーレン軍は大量に補強されて反撃し、夜が来るまでに午後の戦闘で失われた陣地の大半を取り戻した。8月20日、北軍は展開して塹壕を掘り、ブリックハウスとグローブタバンを含む強固な防御戦を築き、東に延びてジェルサレム・プランク道路で北軍の主力前線と繋いだ。8月21日、ヒルは新しい北軍前線で弱いところは無いか探りを入れたが、北軍の防御戦を破れなかった。グローブタバンで戦うことで、グラントはその包囲線を西に延ばすことができ、ピーターズバーグとノースカロライナ州ウィルミントンを繋ぐ主要鉄道線を遮断できた。南軍はストーニー・クリーク駅で列車から荷物を降ろし、ボイドトン・プランク道路の30マイル (50 km)を荷車でピーターズバーグまで運ぶことを強いられた。

### 第二次リーム駅の戦い（8月25日）
8月24日、北軍第2軍団がウェルドン鉄道に沿って南下して軌道を剥がした。これにはグレッグの騎兵師団が先行した。8月25日、ヒースがリーム駅で不完全な北軍の陣地を攻撃して占領し、大砲9門、連隊旗9本および多くの兵士を捕まえた。古くからある第2軍団は粉砕された。ハンコックはその部隊の戦闘効率が減退することを嘆きながら、ジェエルサレム・プランク道路近くで北軍主力の前線まで後退した。

### チャフィン農園の戦いあるいはニューマーケット高地の戦い（9月29日-30日）
9月28日から29日に掛けての夜、バトラー少将のジェームズ軍がジェームズ川を渉って、川の北のリッチモンド防衛軍を攻撃した。この部隊は夜明けに攻撃を仕掛けた。当初北軍はニューマーケット高地やハリソン砦で成功を収めたが、南軍が集結して突破を食い止めた。リーはジェームズ川北岸の前線を補強し、9月30日に反撃したが不成功だった。北軍は塹壕に入り、南軍は占領された砦を遮断する新しい前線の工事を始めた。グラントが予測したように、リーはリッチモンドに対する脅威に応じるために部隊を移動させ、ピーターズバーグの前線は手薄になった。

### ピーブル農園の戦い（9月30日-10月2日）
バトラーがジェームズ川北岸で攻勢を掛けることと組み合わせて、グラントはその左翼を展開させてピーターズバーグ南西の南軍通信線を遮断した。ジョン・G・パーク少将が指揮する第9軍団の2個師団、ウォーレンの指揮する第5軍団の2個師団およびグレッグの騎兵師団が作戦の任務にあたった。9月30日、北軍はポプラスプリング教会を通ってスクイレル・レベルとボーン道路に到着した。北軍の最初の攻撃でアーチャー砦を奪い、スクイレル・レベル道路前線から南軍の側面を衝いた。午後遅く、南軍の支援部隊が到着し、北軍の前進を鈍くした。10月1日、北軍はヒルが指揮する反撃を撃退した。北軍はガーショム・モット少将の師団に支援され、10月2日に前進を再開し、マクリー砦を占領し（防御は軽かった）、その左翼をピーブル農園とペグラム農園近くまで拡張した。これらの小さな成功でミードは攻勢を中断した。ウェルドン鉄道からペグラム農園まで新しい北軍の塹壕線が築かれた。

### ダービータウンとニューマーケット道路の戦い（10月7日）

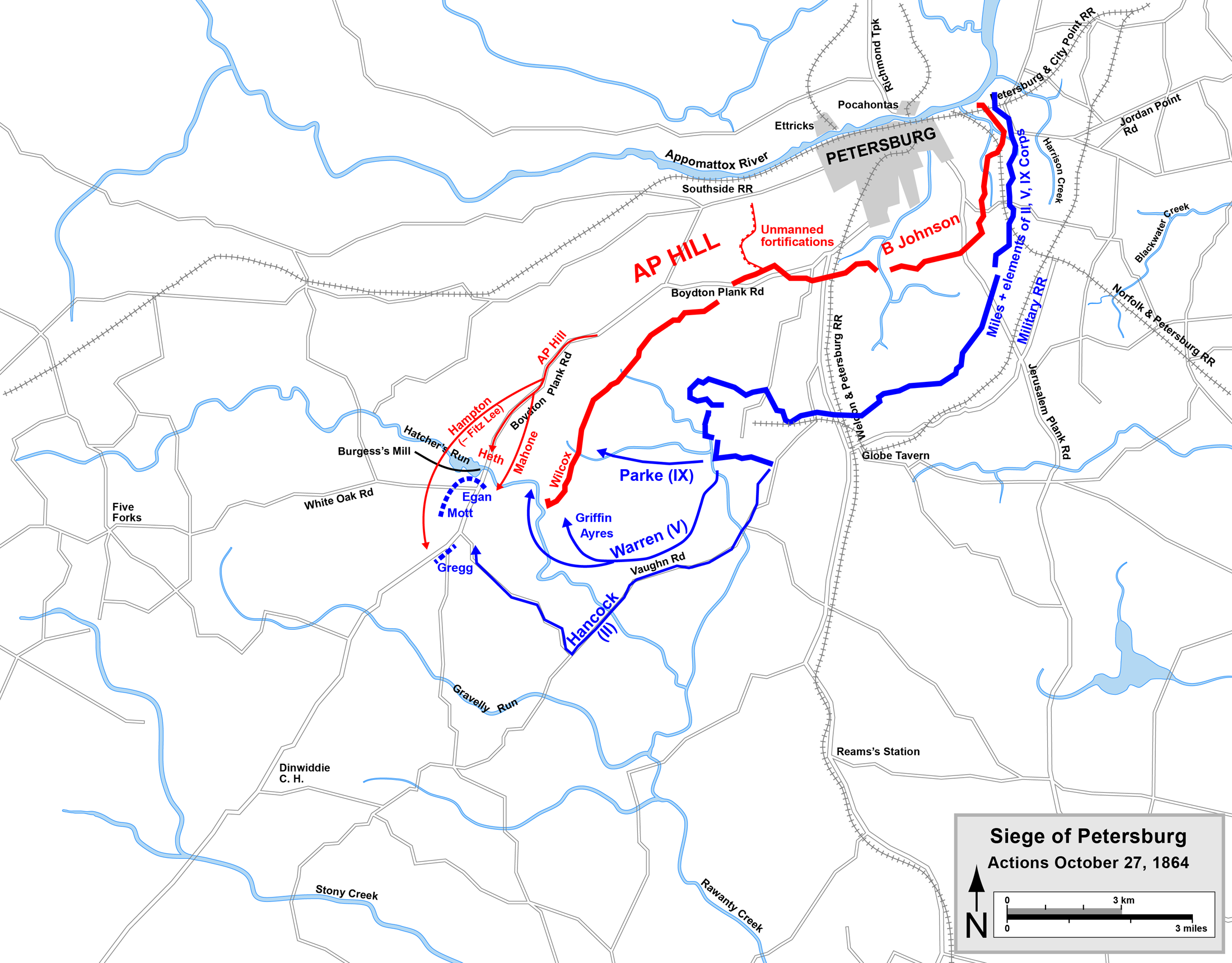
10月27日の戦闘

ハリソン砦を失い、リッチモンドに対する北軍の脅威が増していることに対応したリー将軍は10月7日に北軍の最右翼に対する攻撃を指示した。ダービータウン道路を守っていた陣地から北軍騎兵を潰走させフィールドとホークの師団がニューマーケット道路に沿って守っていた北軍主力に攻撃を掛けたが撃退された。北軍は退陣せず、リーがリッチモンド防御戦の中に退いた。

### ダービータウン道路の戦い（10月13日）
10月13日、北軍が前進するとリッチモンドの前に新しい南軍防御戦を見出した。北軍の1個旅団がニューマーケット道路の北で防御が施された場所を攻撃し、大半は小競り合いだったが、撃退されて大きな損失を出した。北軍はニューマーケット道路の塹壕線まで撤退した。

### フェアオークスとダービータウン道路の戦い（10月27日-28日）
ピーターズバーグのボイドトンプランク道路に対する動きに連動して、バトラーが第10軍団と共にダービータウン道路を守るリッチモンド防衛軍を攻撃した。第18軍団は北のフェアオークスまで行軍し、南軍フィールドの師団に徹底的に撃退された。南軍は反撃し約600名を捕虜に獲った。リッチモンドの防衛線は無傷のままだった。ジェームズ川の北岸で行ったグラントの攻勢の中で、この部隊が最もたやすく撃退された。

### ボイドトン・プランク道路の戦い（10月27日-28日）
ハンコックに指揮された北軍3個軍団（第2、第5および第9）の複数の師団とグレッグの騎兵師団、兵力では3万名以上がピーターズバーグの前線から退き、西に行軍してボイドトンプランク道路とサウスサイド鉄道に対する作戦を実行した。10月27日の北軍の最初の前進で、主要作戦目標だったボイドトンプランク道路を確保した。しかしその午後に、ヘンリー・ヒース師団とウェイド・ハンプトン騎兵隊が先鋒を務めるバージェスミル近くでの反撃で、第2軍団を孤立させ撤退させた。南軍はその冬の残り期間、ボイドトンプランク道路の支配を続けた。ハンコックはゲティスバーグの戦いで受けた傷のために野戦司令官を辞任し、これが彼にとっては最後の戦いとなった。

## 1865年の戦闘

### ハッチャーズランの戦い（1865年2月5日-7日）

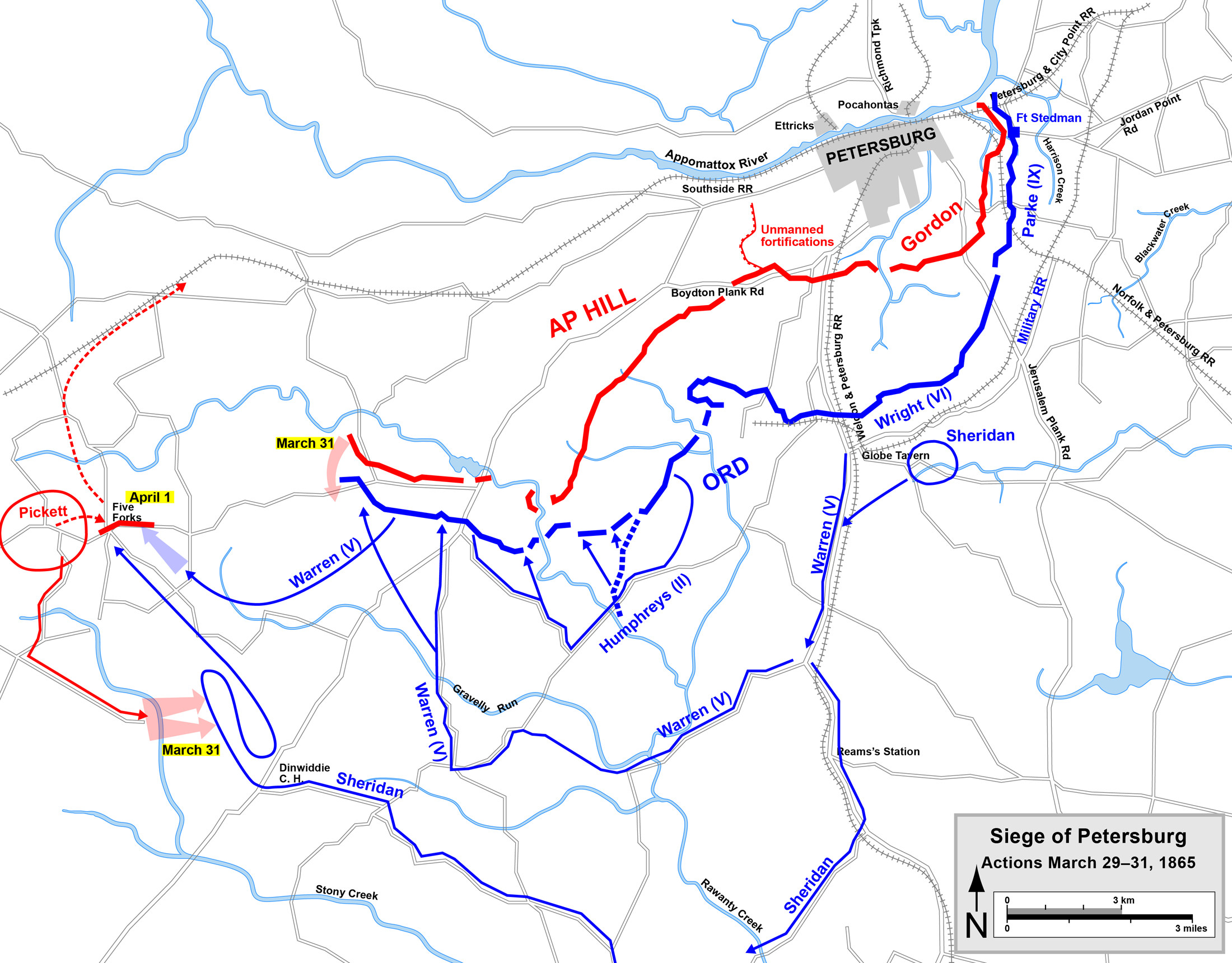
ファイブフォークス前の戦闘

1865年2月5日、グレッグの騎兵師団がリーム駅とディンウィッディ・コートハウスを通ってボイドトンプランク道路に乗り入れ、南軍の補給列車を妨害しようとした。ウォーレンの第5軍団はハッチャーズランを横切り、ボーン道路を塞ぐ陣地を取って、グレッグの作戦に対する妨害を防いだ。アンドリュー・A・ハンフリーズ少将の第2軍団の2個師団が西に動いたアームストロングミルに至り、ウォーレン軍の右翼を守った。その日遅く、ジョン・B・ゴードンがミルの近くでハンフリーズの右翼を襲ったが撃退された。夜の間に、北軍に2個師団が増援された。2月6日、グレッグはその不成功に終わった襲撃からボーン道路をグラブリーランまで戻り、南軍ジョン・ペグラムの師団の一部隊に攻撃された。ウォーレンはダブニーズミル近辺に偵察を出し、ペグラムとマホーンの師団に攻撃された。ペグラムはこの戦闘で戦死した。北軍の前進は止まったが、その包囲線をハッチャーズランを横切るボーン道路まで拡張した。

### ステッドマン砦の戦い（3月25日）
包囲戦が続く中でグラントは部隊を東から西に動かして多数の攻撃で南軍を破りあるいは取り囲もうとした。両軍の戦線は市を取り囲むまでに伸びていった。1865年3月までに、この包囲戦に両軍とも多くの労力を費やしていたので、リーはピーターズバーグから引き上げる決断をした。リーは自軍の半分近くを集めてグラントのピーターズバーグ包囲軍を突き破り、シティポイントの北軍補給基地に対する脅威を与えようとした。南軍ジョン・B・ゴードン少将が率いた3月25日夜明け前の襲撃はステッドマン砦の守備隊と第10、第11および第12砲台を圧倒した。その後、南軍は殺人的な十字砲火に曝され、北軍はパークおよびジョン・ハートランフト各少将に率いられた反撃で突破を食い止め遮断して攻撃部隊の1,900名以上を捕獲した。この日一日、第2および第6軍団の部隊はそれぞれの前面にあった塹壕線の部隊を攻撃し捕獲した。南軍はステッドマン砦の攻撃に戦力を割いて弱体化していた。

## 戦闘の後

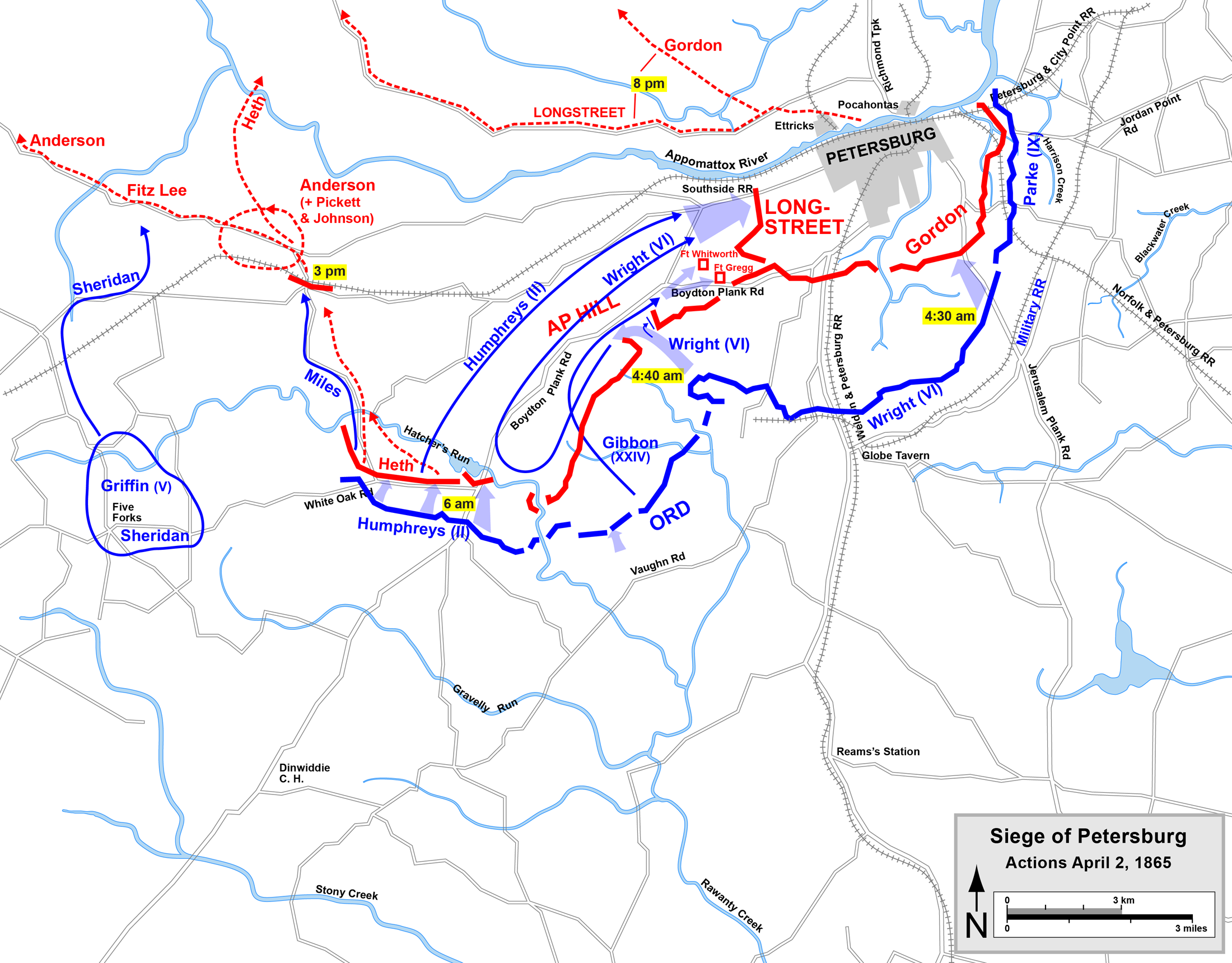
グラントの最後の攻撃とリーの撤退（アポマトックス方面作戦）

ステッドマン砦での損失はリー軍にとって破壊的な打撃となり、4月1日のファイブフォークスの戦いでの南軍敗北をお膳立てし、4月2日と3日にピーターズバーグは陥落した。
グラントはファイブフォークスでの勝利後、南軍全線に対する攻撃を命令した。ライトの第6軍団はボイドトン・プランク道路から決死の突破を敢行した。ギボンの第24軍団は南軍の英雄的な防戦の後にグレッグ砦を占領した。パーカーの第9軍団は東部の塹壕を占領したが頑強な抵抗に遭った。次の数日間、リーはピーターズバーグとリッチモンドから軍隊を退き、西に向かってノースカロライナ州にいるジョセフ・ジョンストン将軍の部隊との合流を図った。その結果としてのアポマトックス方面作戦で、4月9日、アポマトックス・コートハウスでリーは降伏した。

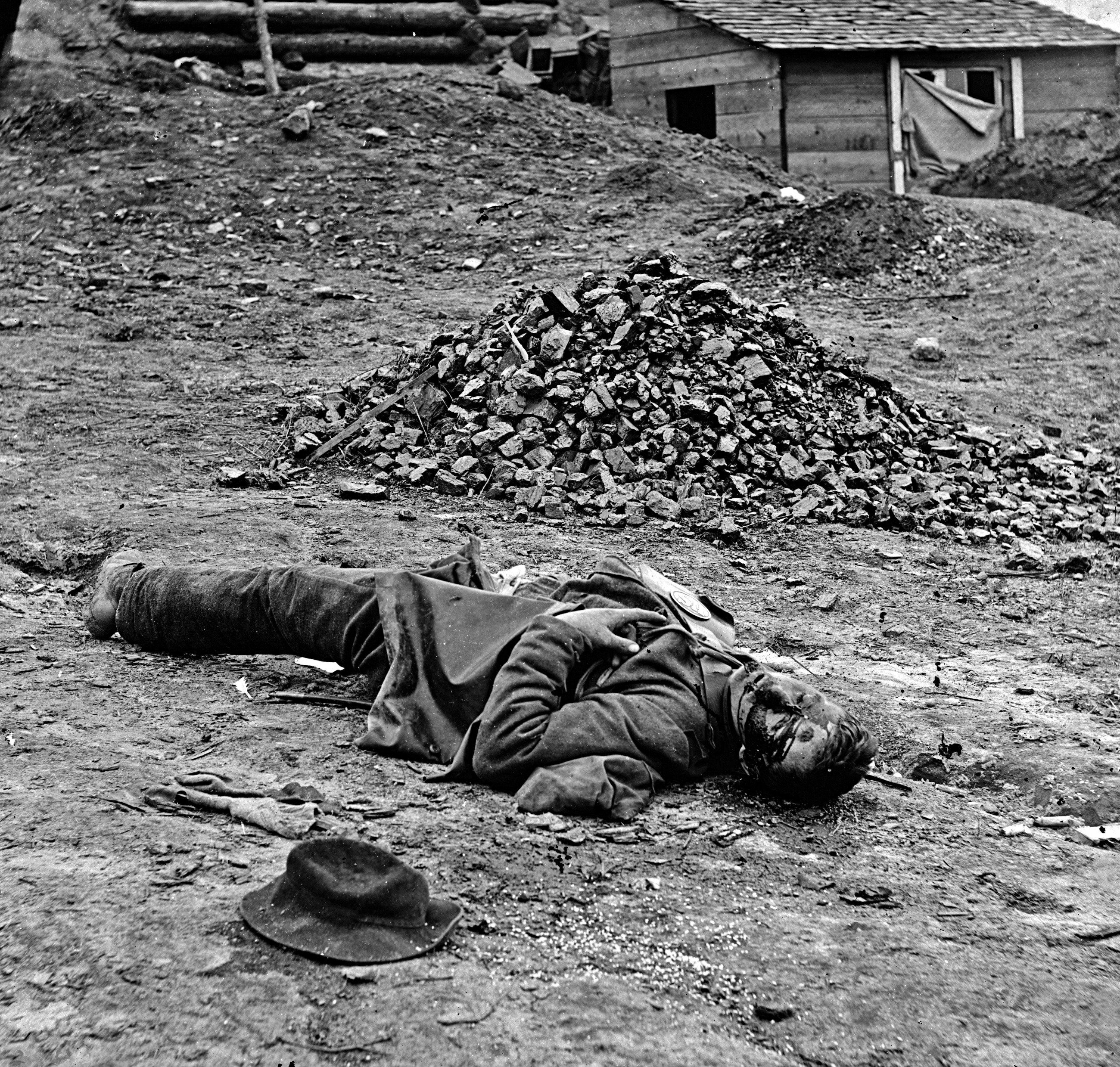
ピーターズバーグの塹壕に対する北軍の最後の攻撃で殺された南軍の兵士。

リッチモンド・ピーターズバーグ方面作戦は両軍共に大きな損失を出した方面作戦だった。1864年6月のピーターズバーグに対する最初の攻撃で、北軍は11,386名の損失を出し、南軍防衛隊の損失は約4,000名だった。ステッドマン砦に対する攻撃で終わった包囲戦での損失は、北軍が42,000名、南軍が28,000名だった。